# 水戸駅

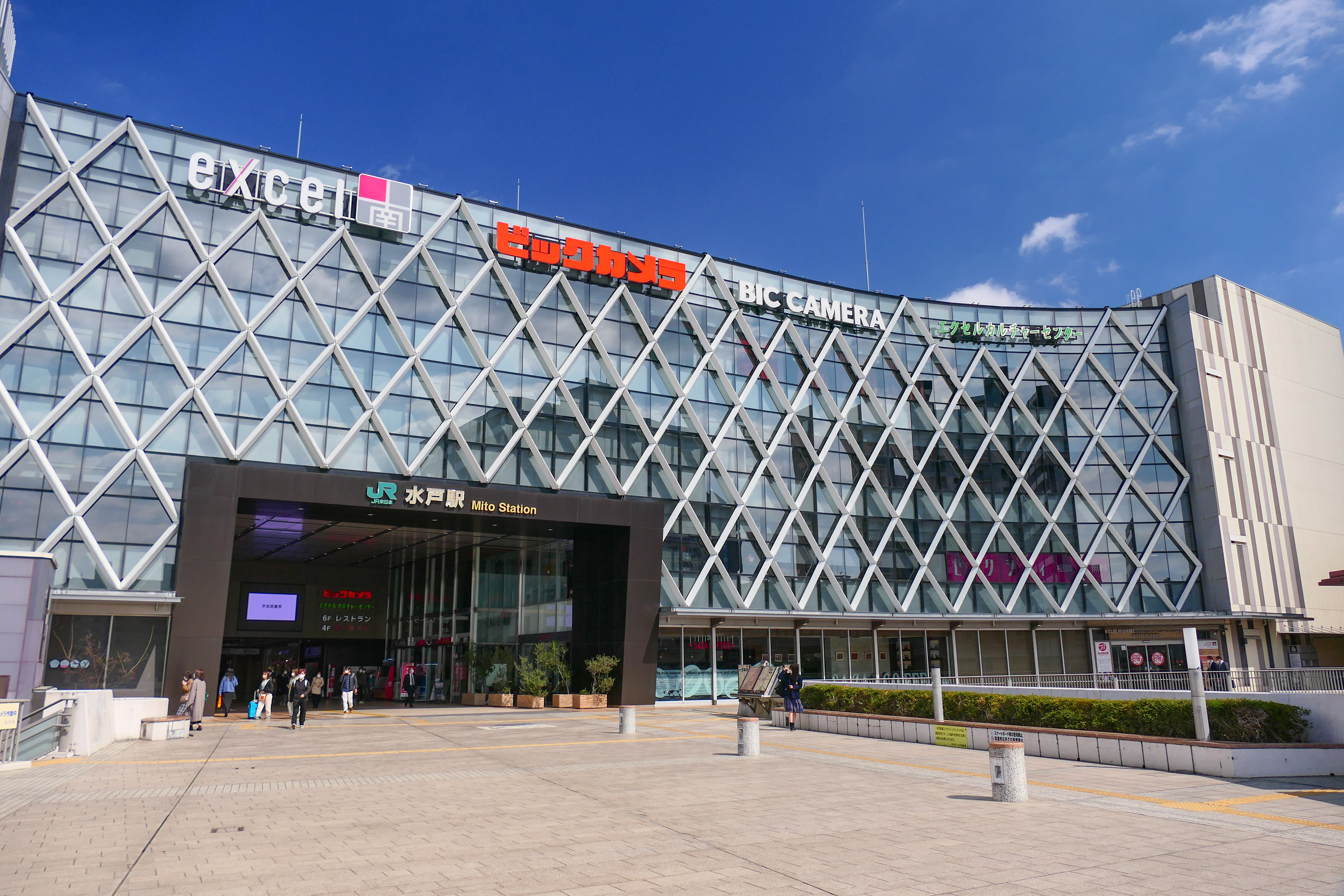
南口駅ビル「エクセルみなみ」（2023年3月）

水戸駅（みとえき）は、茨城県水戸市宮町一丁目にある、東日本旅客鉄道（JR東日本）・日本貨物鉄道（JR貨物）・鹿島臨海鉄道の駅である。

## 概要
県庁所在地水戸市の中心駅であり、同市中心市街地や市役所の最寄駅。偕楽園・茨城県立歴史館・弘道館・千波湖といった観光地へのアクセス拠点にもなっている。
1889年（明治28年）1月、水戸鉄道（現・水戸線と常磐線の一部）の駅として開業。その後、太田鉄道（現・水郡線）、鹿島臨海鉄道大洗鹿島線の開通や、路面電車の廃止（茨城交通水浜線・1966年（昭和41年）6月1日廃止）などを経て現在の形となった。
南北両出口に駅ビルを有する。北口側はかつては「水戸観光デパート」、現在は「EXCEL」が営業している。南口側には「エクセルみなみ」がある。

## 乗り入れ路線
JR東日本・JR貨物常磐線（JR東日本が第一種鉄道事業、JR貨物が第二種鉄道事業）、JR東日本水郡線、鹿島臨海鉄道大洗鹿島線が乗り入れている。
JRは、常磐線を所属線としている。また、昼間時間帯を除き、友部駅を終点とする水戸線の一部の列車が同駅から常磐線経由で乗り入れている。水郡線と大洗鹿島線は当駅を起点としている。常磐線で運転されている特急「ひたち」「ときわ」（土浦駅発着を除く）の全列車が停車する。途中駅である常磐線も当駅が運行上の境界駅となっており、当駅発着の列車も多く設定されている（ただし、品川・上野・土浦方面及び水戸線は北隣の勝田駅発着の列車も多い。そのため、当駅 - 勝田駅の1駅区間は若干列車運行本数が多くなっている）。

## 歴史

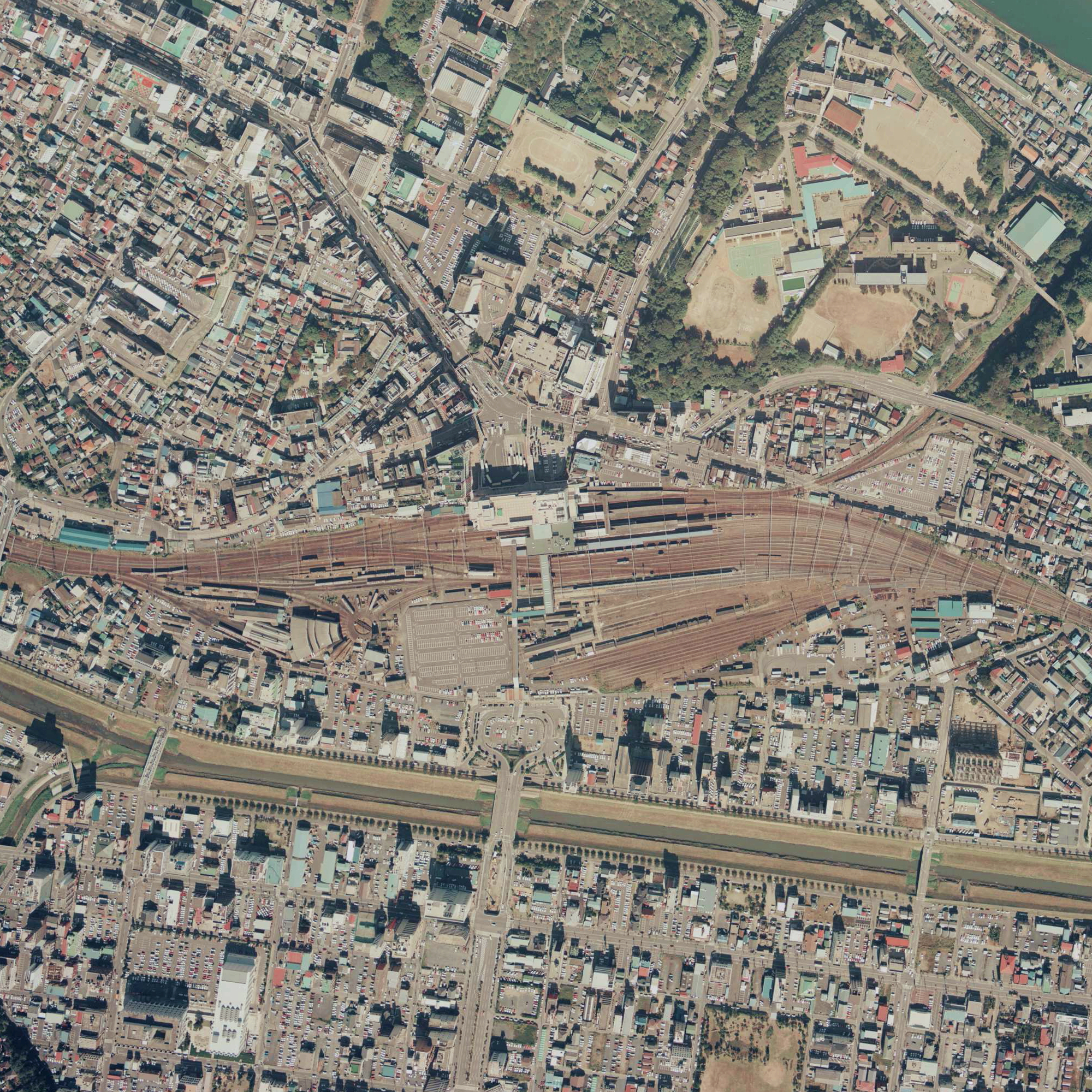
水戸駅周辺の空中写真（1986年10月撮影）

- 1889年（明治22年）1月16日：水戸鉄道線（初代・現在のJR水戸線）の終点として開業[8]。一般駅[8]。
- 1890年（明治23年）11月26日：水戸鉄道線が那珂川貨物取扱所（後の那珂川駅）まで延伸[9]。
- 1892年（明治25年）3月1日：水戸鉄道（初代）が日本鉄道に営業譲渡[9]。
- 1897年（明治30年）11月16日：太田鉄道線（現在の水郡線）の駅が開業[10]。
- 1901年（明治34年）10月21日：太田鉄道が水戸鉄道（2代目）に営業譲渡[9]。
- 1903年（明治36年）：駅舎改築[9]（2代目駅舎[11]）。
- 1906年（明治39年）11月1日：日本鉄道が国有化され、官設鉄道の所属となる[8]。
- 1909年（明治42年）10月12日：線路名称制定により常磐線の所属となる[9]。
- 1914年（大正3年）5月20日：火災により駅舎全焼[9]。
- 1916年（大正5年）：3代目駅舎供用開始[11]。
- 1924年（大正13年）7月22日：水浜電車（後の茨城交通水浜線）郵便局前 - 東柵町間が開通し、水戸駅北側に水戸駅前電停を開設。
- 1927年（昭和2年）12月1日：水戸鉄道（2代目）が国有化[10]。
- 1929年（昭和4年）11月：茨城県下で陸軍特別大演習が行われる。11月14日から21日にかけて、昭和天皇乗車のお召し列車が発着を繰り返す[12]。
- 1945年（昭和20年）8月2日：空襲により駅舎全焼[9]。
- 1946年（昭和21年）：4代目駅舎供用開始[11]。
- 1949年（昭和24年）6月1日：日本国有鉄道が発足[9]。
- 1956年（昭和31年）7月15日：駅舎改築（鉄筋2階建て、5代目駅舎）[9][11][新聞 1]。
- 1966年（昭和41年）6月1日：水浜線全線廃止。
- 1974年（昭和49年）9月1日：南口が開設される[新聞 2]。
- 1984年（昭和59年）
  - 2月1日：那珂川貨物駅への貨物支線（那珂川支線）が廃止。
  - 6月30日：橋上駅舎化竣工式[新聞 3]
  - 7月1日：橋上駅舎供用開始[新聞 3]（6代目駅舎[11]）。
- 1985年（昭和60年）
  - 3月14日：鹿島臨海鉄道大洗鹿島線開業[13]。
  - 3月24日：北口に初の水戸駅ビル「EXCEL（エクセル）」をオープン[新聞 4]。
- 1986年（昭和61年）11月1日：荷物の取り扱いを廃止[8]。
- 1987年（昭和62年）4月1日：国鉄分割民営化により、国鉄の駅は東日本旅客鉄道（JR東日本）・日本貨物鉄道（JR貨物）の駅となる[8]。
- 1990年（平成2年）1月15日：発車メロディの使用を開始。[14][15]
- 1995年（平成7年）10月19日：自動改札機を設置し、供用開始[16]。
- 1998年（平成10年）12月上旬：水郡線ホームのエスカレーターを供用開始し、全ホームにエスカレーターが設置される[新聞 5]。
- 2001年（平成13年）11月18日：JR東日本でICカード「Suica」の利用が可能となる（常磐線のみ）[報道 1]。
- 2005年（平成17年）3月3日：駅および駅ビルエクセルの増床リニューアル工事が完成[17]。
- 2011年（平成23年）
  - 3月11日：東北地方太平洋沖地震（東日本大震災）により、線路のゆがみ、ホームの一部破損などの被害を受ける[新聞 6]。
  - 3月31日：営業再開[18]。
  - 5月25日：南口に「エクセルみなみ」が部分開業[新聞 7]、6月23日にグランドオープン[注釈 1]。
- 2012年（平成24年）3月17日：定期貨物列車の停車設定が廃止。水戸オフレールステーションが開設され、コンテナ輸送がトラック代行化される[注釈 2]。
- 2014年（平成26年）4月1日：水郡線でICカード「Suica」の利用が可能となる。ただし、上菅谷駅・常陸太田駅・常陸大宮駅・常陸大子駅での乗降のみ[報道 2]。
- 2020年（令和2年）3月31日：びゅうプラザの営業を終了[19]。水戸支社管内および茨城県内からはびゅうプラザが撤退となる。
- 2021年（令和3年）3月29日：駅ナカシェアオフィス「STATION WORK」のブース型「STATION BOOTH」が開業[20][報道 3]。
- 2023年（令和5年）：2023年秋に開催される「茨城デスティネーションキャンペーン」に合わせて、地域の特色を生かした駅名標に装飾される。水戸駅は、偕楽園及び好文亭、梅をモチーフにしたデザイン。水戸駅改札口前にはモニュメントも設置され、コンコース内の壁面のデザインも一部変更される[21]。

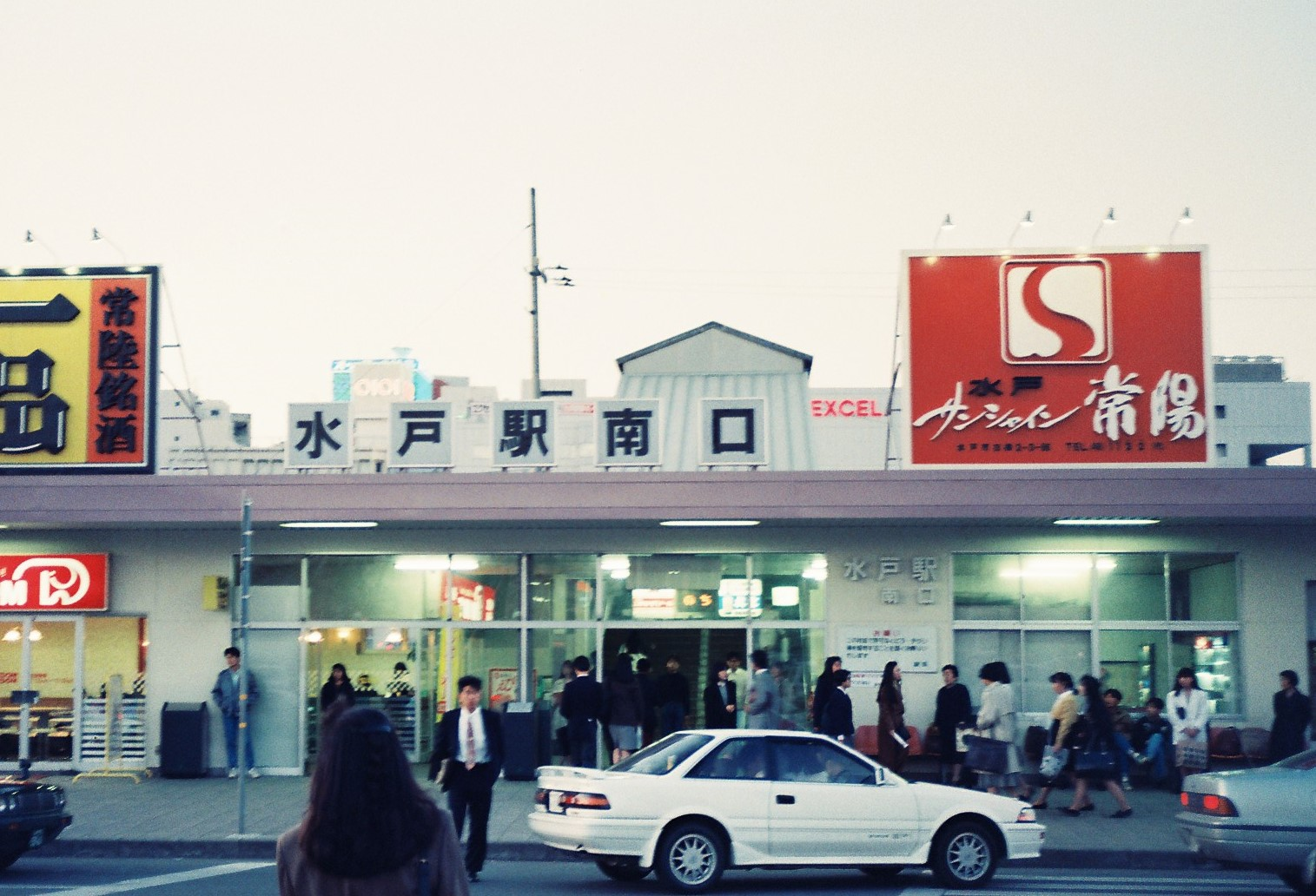
南口（1990年4月）
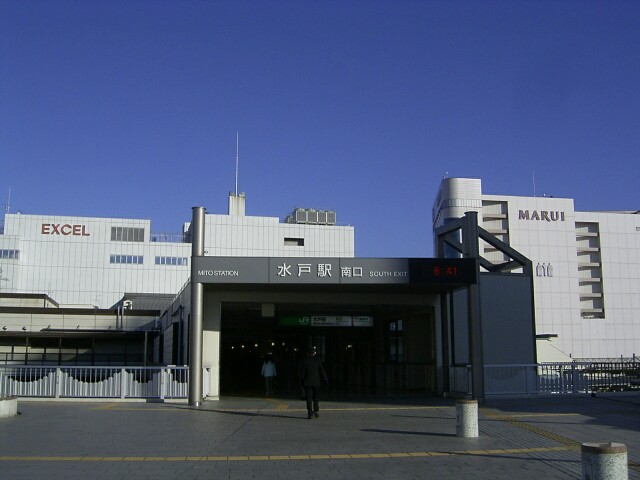
南口（2007年1月）

## 駅構造
直営駅（駅長・副長配置）となっており、水戸統括センター所在駅。水戸統括センターとして、常磐線岩間駅 - 偕楽園駅、水戸線小田林駅 - 宍戸駅を管理する。島式ホーム4面8線を有する地上駅。ホームは1番線から8番線まであり、2番線と3番線、4番線と5番線の間に各1本の中線が、8番線の南側には貨物列車用の8本の側線がある。1番線と8番線はホームの東側（改札外から見て手前側）しか使用しない。特に1番線は東側の階段の手前で線路が行き止まりになっている。常磐線は、上下のいずれも3 - 6番線に入線できる配線になっており、終着列車は一部の回送列車を除いて折り返し発車する方向のホームに入線する。各ホームには、エスカレーター・エレベーターがある。JR水戸駅の事務管コードは▲421116である。
橋上駅舎を備え、構内北側には7階建ての駅ビル「EXCEL（エクセル）」、南側にはビックカメラを核テナントとした駅ビル「エクセルみなみ」がある。自動券売機・多機能発売機・指定席券売機・みどりの窓口・Suica対応自動改札機が設置されている。
JR東日本と鹿島臨海鉄道は改札を共用しており、鹿島臨海鉄道の改札業務はJR東日本に委託している。以前は7・8番線ホームとの間には中間改札口が設置されており、7番線から発車する特急列車に有効な特急券または大洗鹿島線に有効な乗車券類を所持していないと入場できなかったが、現在は撤去されている。中間改札廃止後も、自由席特急券を発売する出札小屋が残っていたが、特急の全車指定席化により閉鎖・撤去（末期はJR東日本ステーションサービス委託）され、指定席券売機に移行された。また、ここには簡易Suica改札機が設置されており、JRと鹿島臨海鉄道相互間の乗り換えの際にタッチすることで改札外に出る手間を省略できる（鹿島臨海鉄道ではICカード利用不可）。
構内上り方の南側には、JR貨物の隅田川機関区水戸派出（乗務員基地。旧水戸機関区）や水戸営業所が入居する総合事務所がある。また、7・8番線ホームの上り方にはJR東日本水戸運輸区所管の機関車留置線や仕業検査庫があり、旅客駅西方に約1km離れた貨物取扱施設の南側にも同区所管の気動車収容線（おもに水郡線運用車両を留置）がある。かつては8番線の南側に旅客電車用の電留線があったが、水戸駅南口土地区画整理事業により2006年3月18日に内原駅西方の内原電留線に移転し、跡地には駐車場が整備された。
改札口上部の発車標は、2007年1月26日よりフルカラーLED式に交換された。
7・8番線ホーム東寄りには、かつて「フレッシュひたち」で使用されていたE653系車両を模した「NewDays」が設置されている。下部の色は偕楽園の梅をイメージしたスカーレットブロッサムであり、これはかつてK301及びK305編成で用いられた色である。E653系が定期運行を終了した2013年3月16日以降も、そのままの姿で営業を継続している。
2014年9月から2015年3月にかけて、改札内リニューアル工事が行われた。また、2020年11月13日には、みどりの窓口横に、地元地域の魅力発信を行うイベントスペース「常磐・水郡MADE STATION」が開業した。

### のりば
| 番線 | 路線                                | 方向 | 行先                                                 | 備考                             |
| ---- | ----------------------------------- | ---- | ---------------------------------------------------- | -------------------------------- |
| 1・2 | ■ 水郡線                            | 下り | 上菅谷・常陸太田・常陸大宮・袋田・常陸大子・郡山方面 |                                  |
| 3・4 | ■ 常磐線                            | 下り | 日立・いわき・仙台方面                               | 特急は4番線                      |
| 5・6 | ■ 常磐線 （上野東京ライン）         | 上り | 友部・土浦・上野・東京・品川方面                     |                                  |
| 5・6 | ■ 水戸線                            | 上り | 笠間・下館・小山方面                                 |                                  |
| 7    | ■ 常磐線（特急） （上野東京ライン） | 上り | 土浦・上野・東京・品川方面                           | 特急「ひたち」・「ときわ」が使用 |
| 8    | ■ 大洗鹿島線                        | 下り | 大洗・新鉾田・鹿島神宮方面                           |                                  |

（出典：JR東日本:駅構内図）

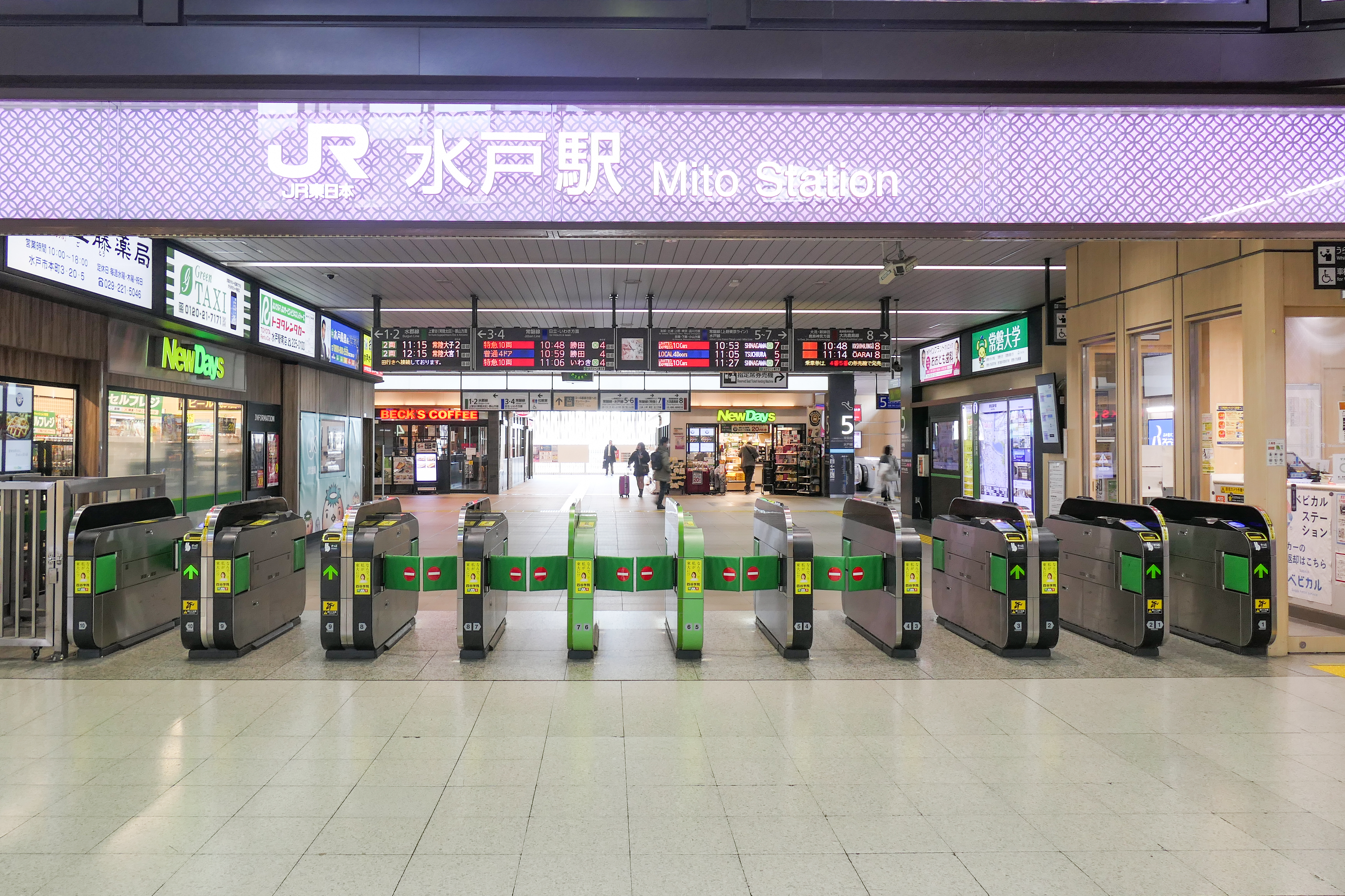
改札口（2023年3月）
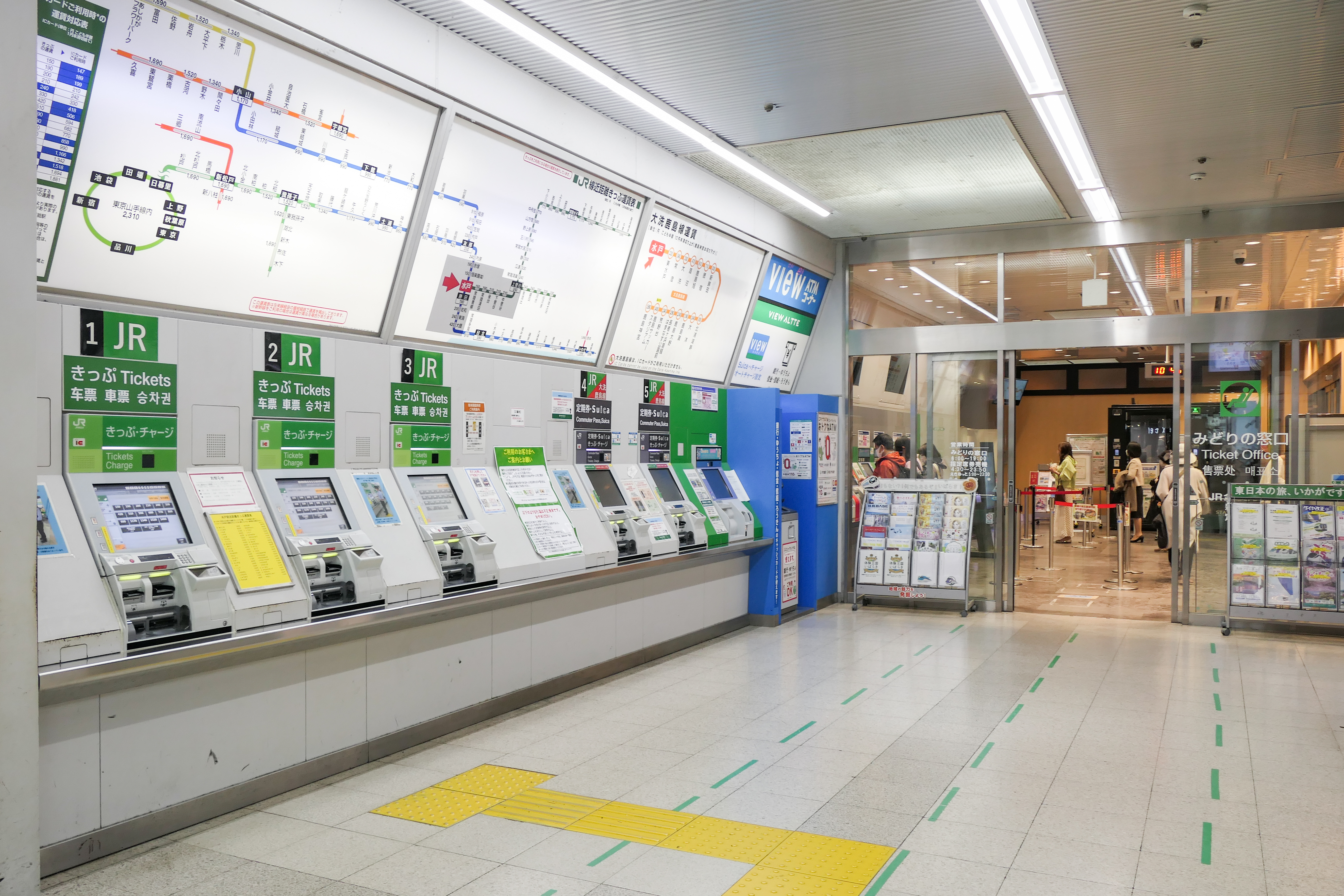
切符売り場（2023年3月）
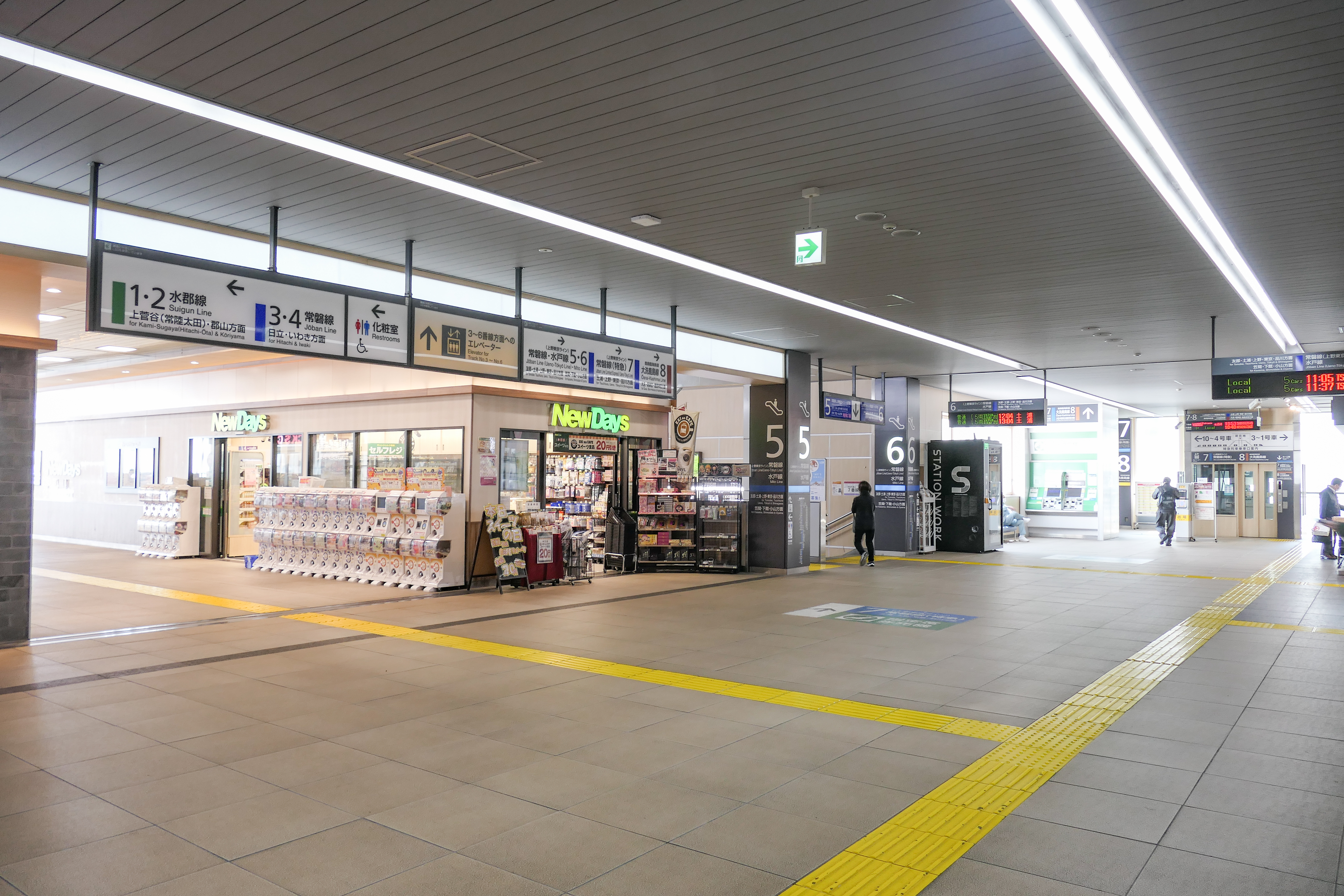
改札内コンコース（2023年3月）
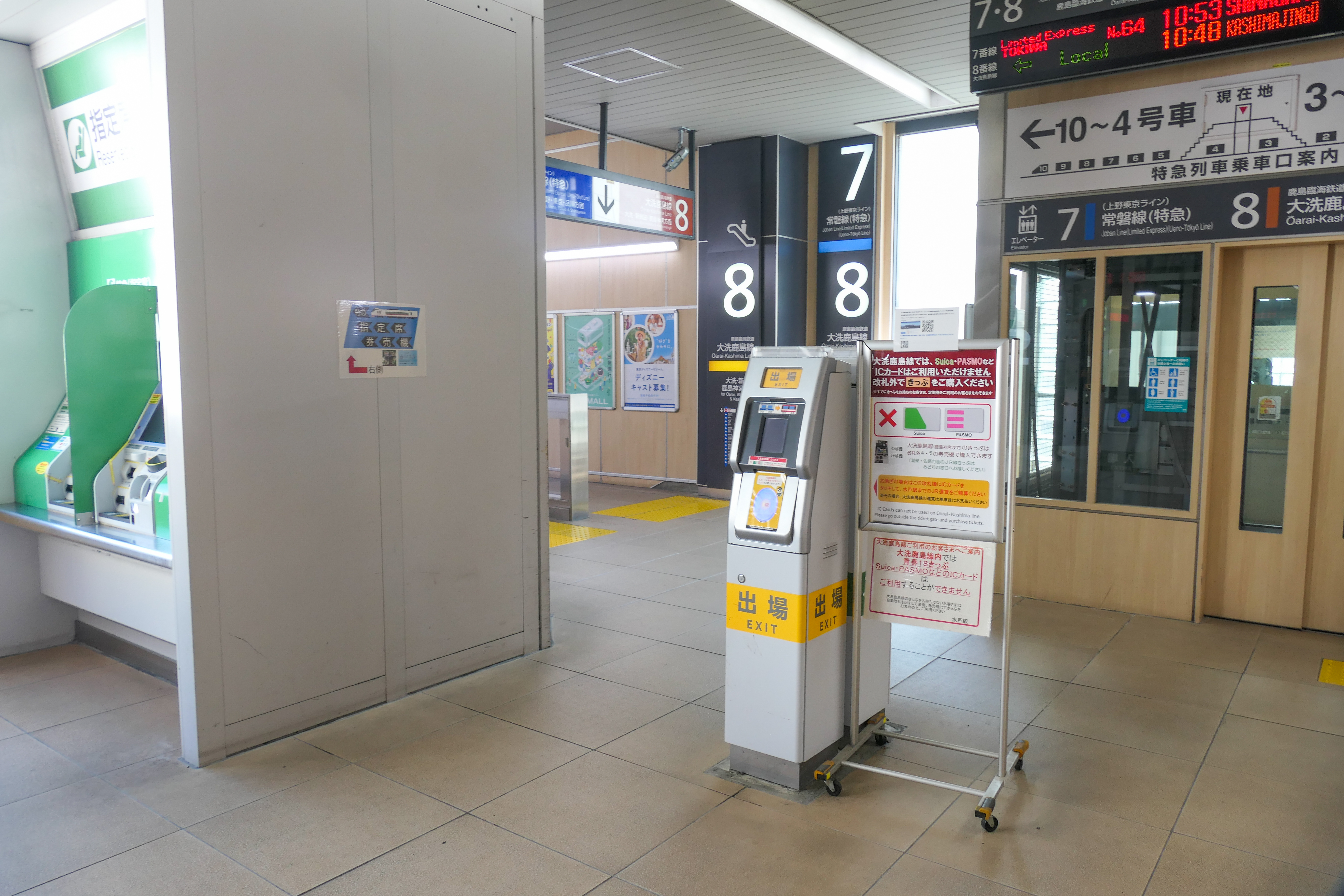
鹿島臨海鉄道乗換改札口（2023年3月）
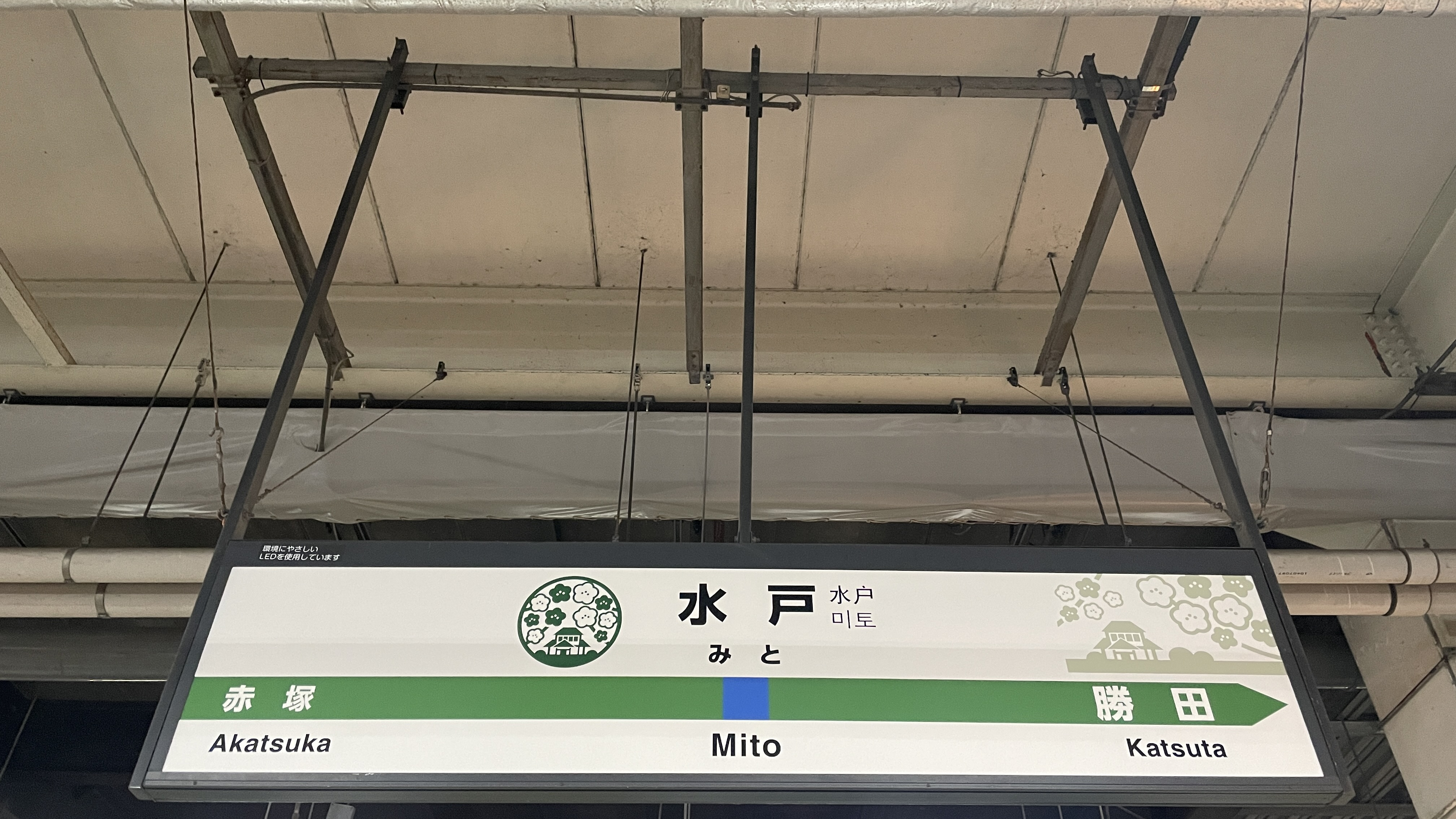
駅名標（2023年10月）
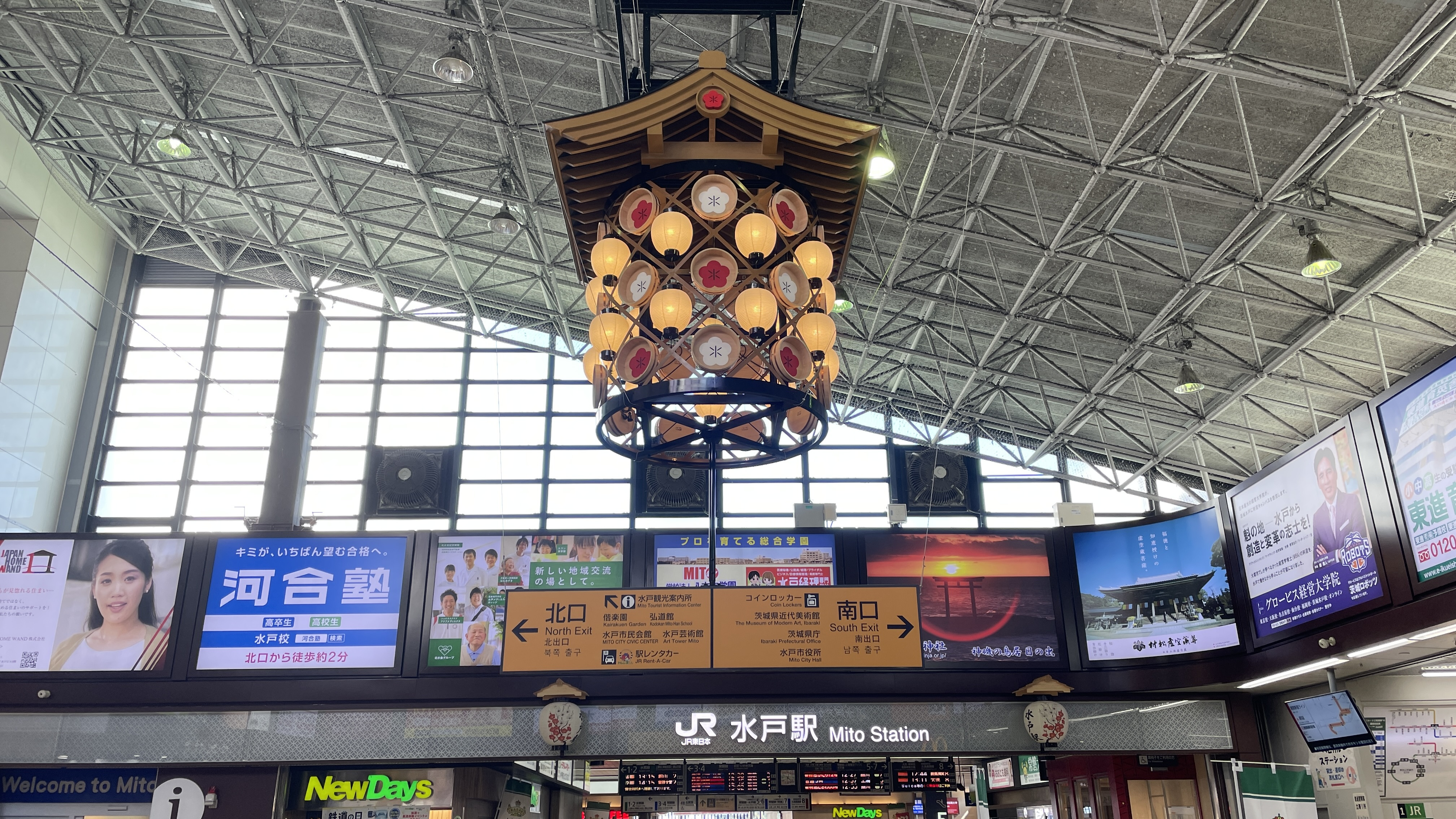
改札口前モニュメント（2023年10月）
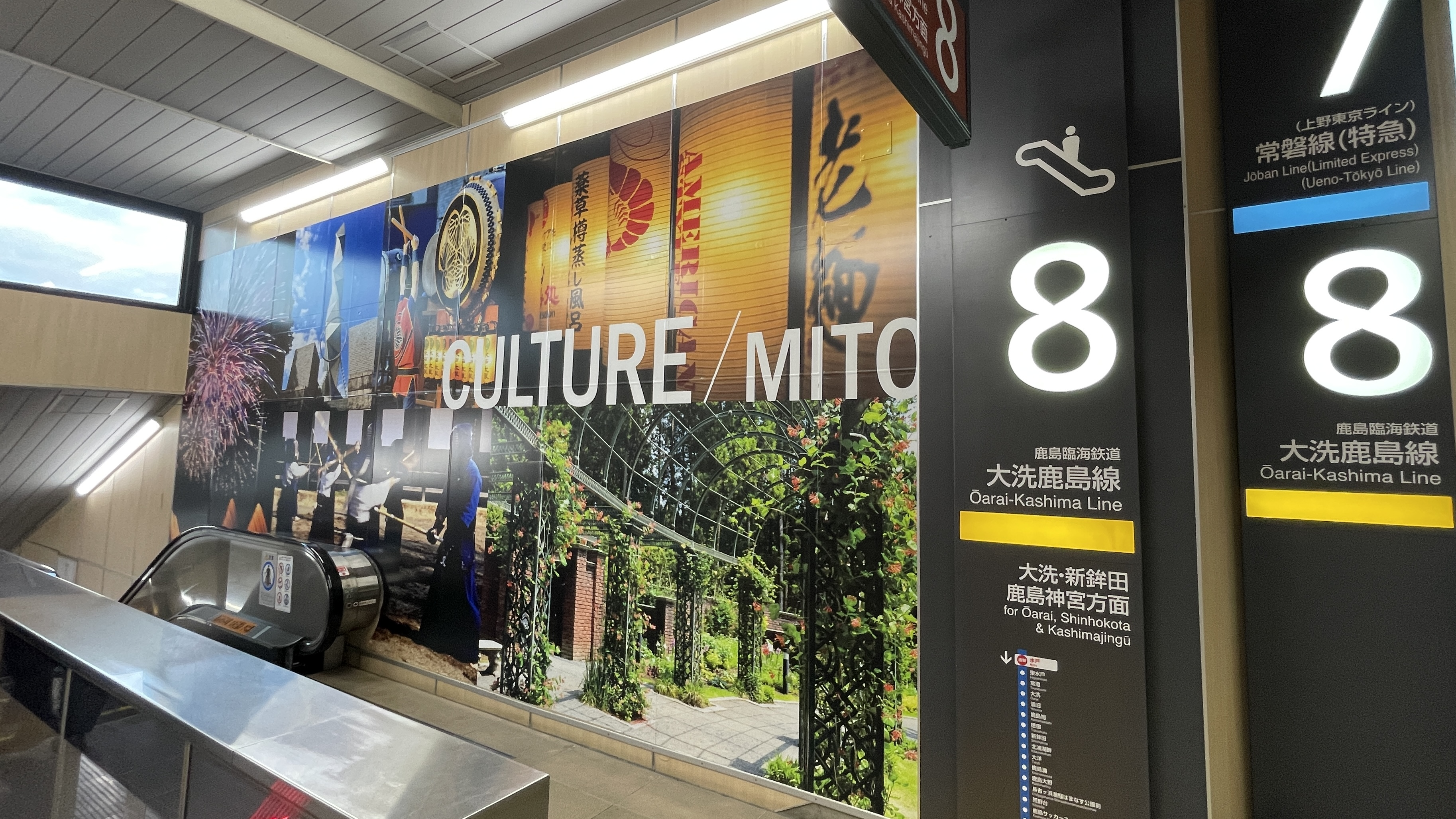
コンコース内壁面デザイン（2023年10月）
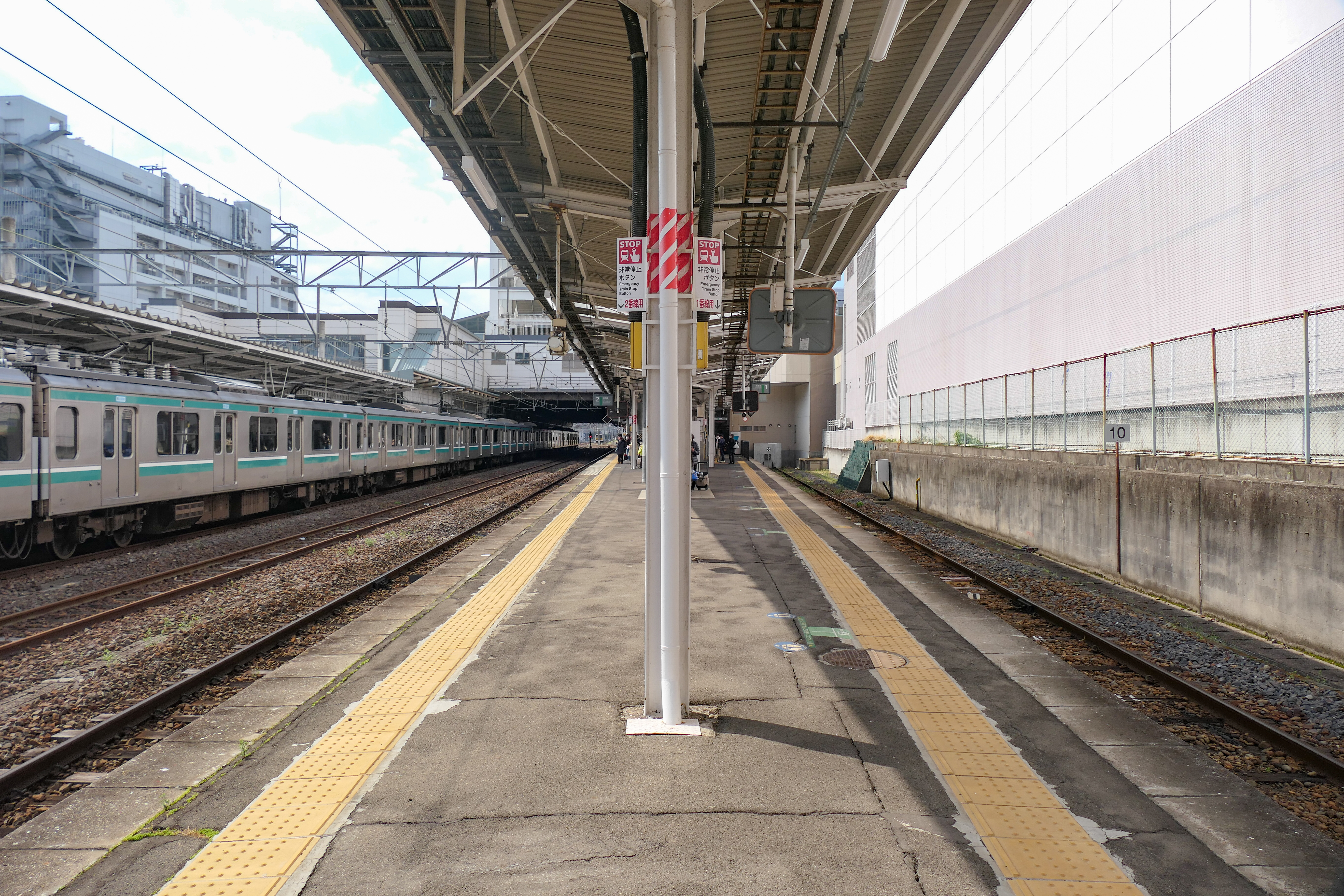
1・2番線ホーム（2023年3月）
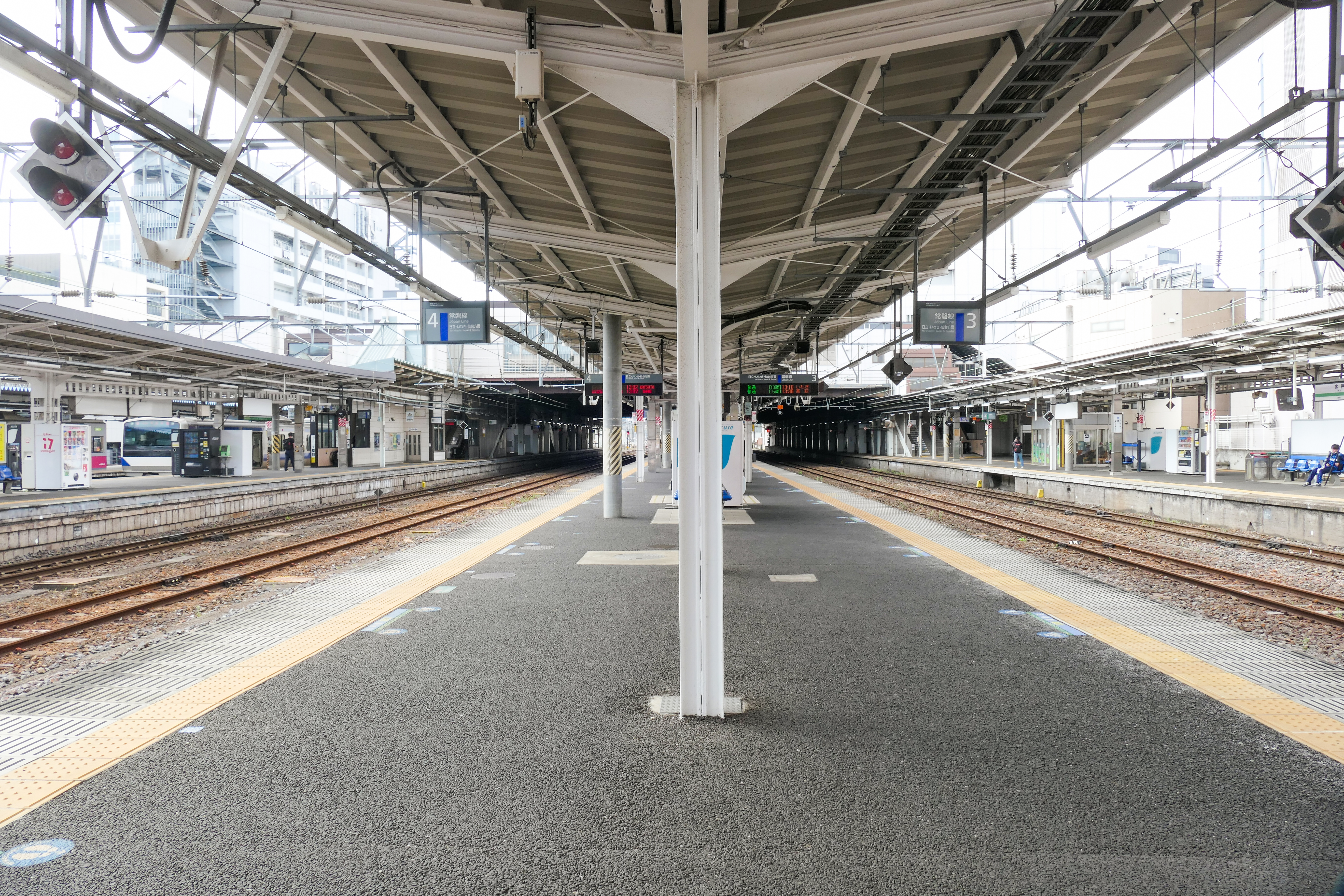
3・4番線ホーム（2023年3月）
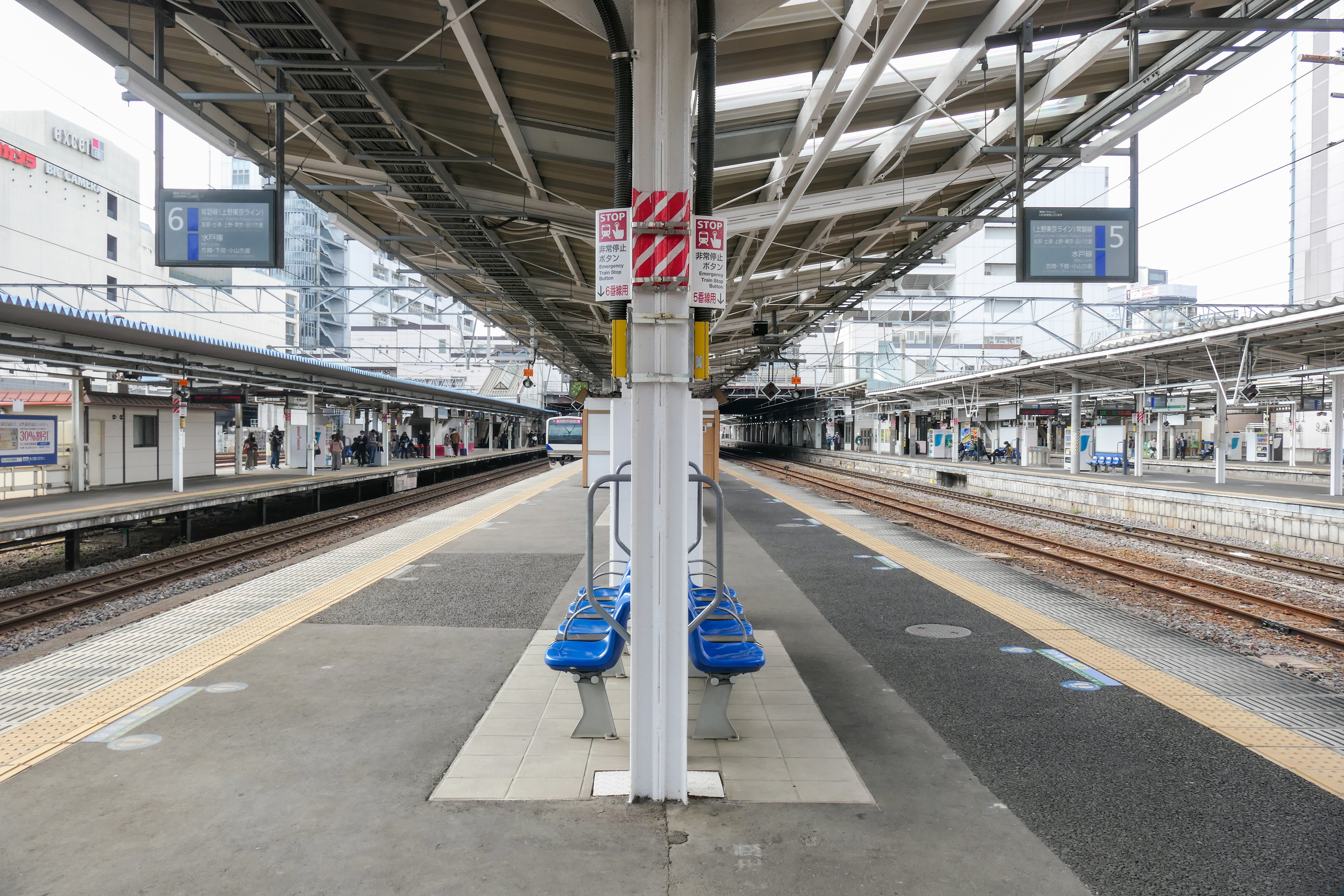
5・6番線ホーム（2023年3月）
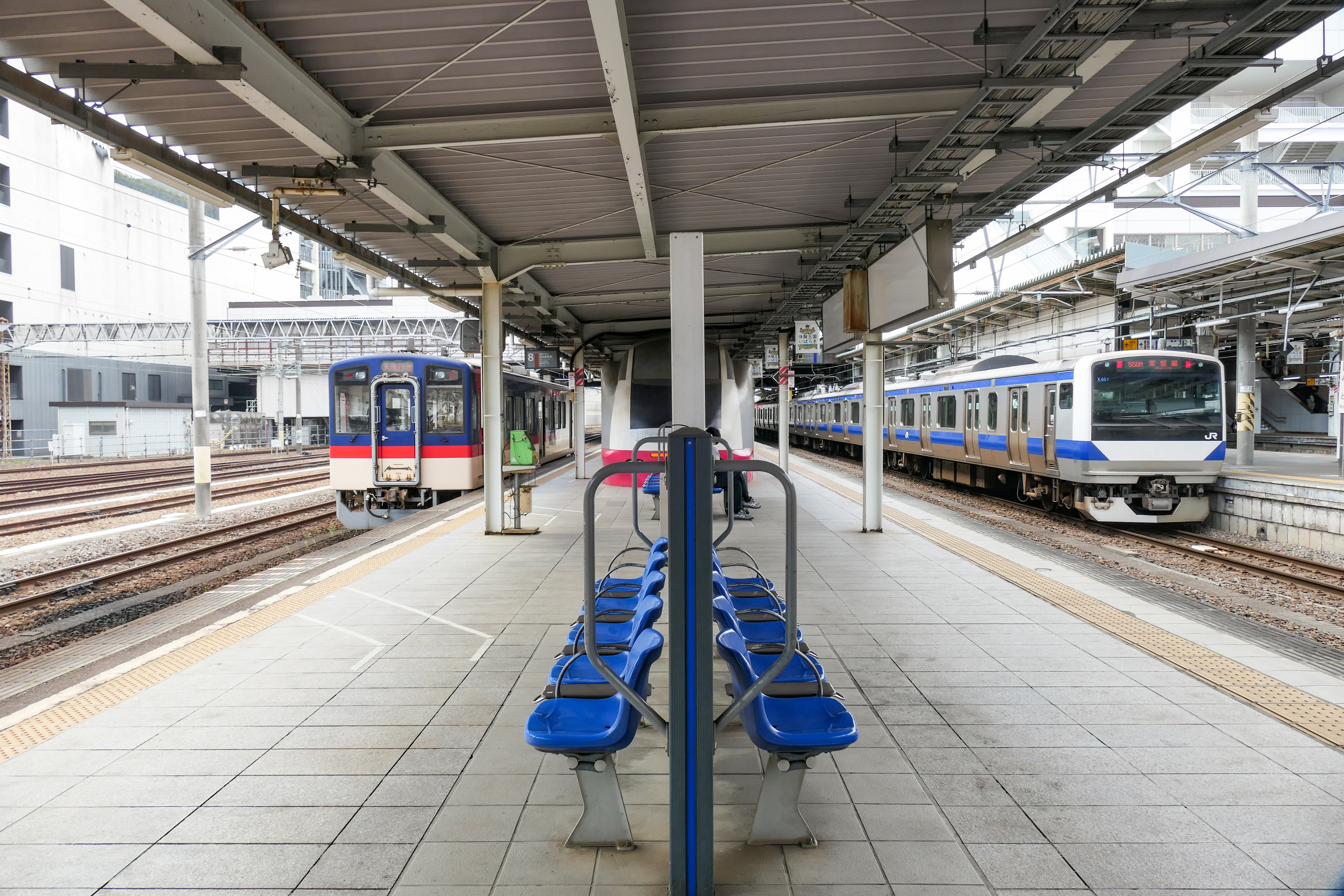
7・8番線ホーム（2023年3月）
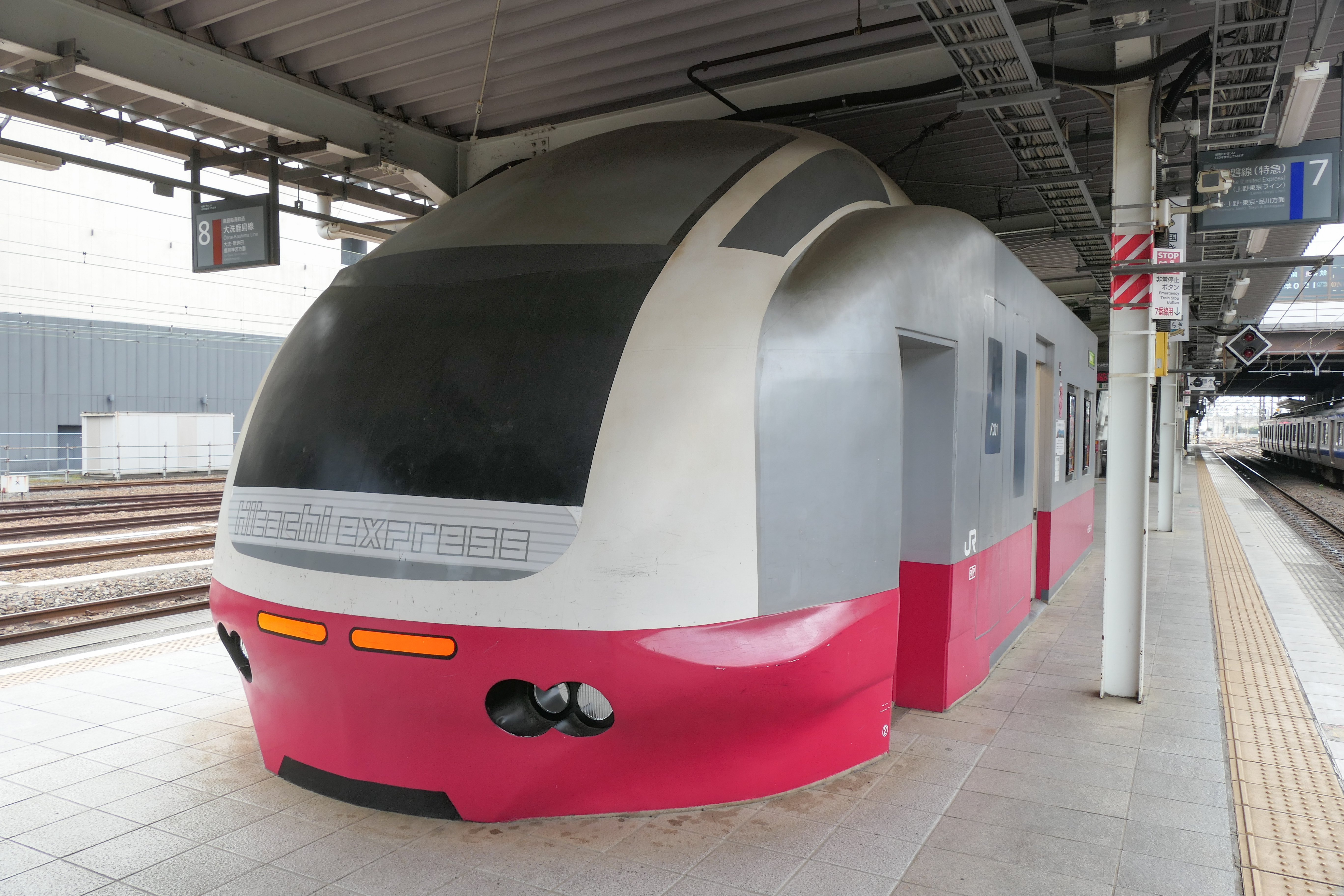
7・8番線ホームの東寄りにあるE653系を模した「NEWDAYS」（2023年3月）

### 発車メロディ
新宿駅・渋谷駅・仙台駅に続きJR東日本で4番目となる発車メロディ導入駅であり、当駅独自のものを使用している。作曲は坂上暢によるもの。
- 曲名（曲のイメージ）は以下の通り。
  - 1・2番線 - 「初夏の雪解けの小川のせせらぎ」
  - 3・4番線 - 「日本庭園の水と草木」
  - 5・6番線 - 「大都会の雑踏の中で聞こえるチャイム」
  - 7番線 - 「太平洋の海岸での生命の誕生」
- 1 - 6番線はワンマン列車の場合、駅のメロディは流さず、車両搭載のベルまたはメロディを使用する。
- 8番線は五感工房の「JR-SH5-3」が使用されていたが、現在の大洗鹿島線は、全列車がワンマン化されたため、一部の多客時を除き使用されなくなった。

## 駅弁

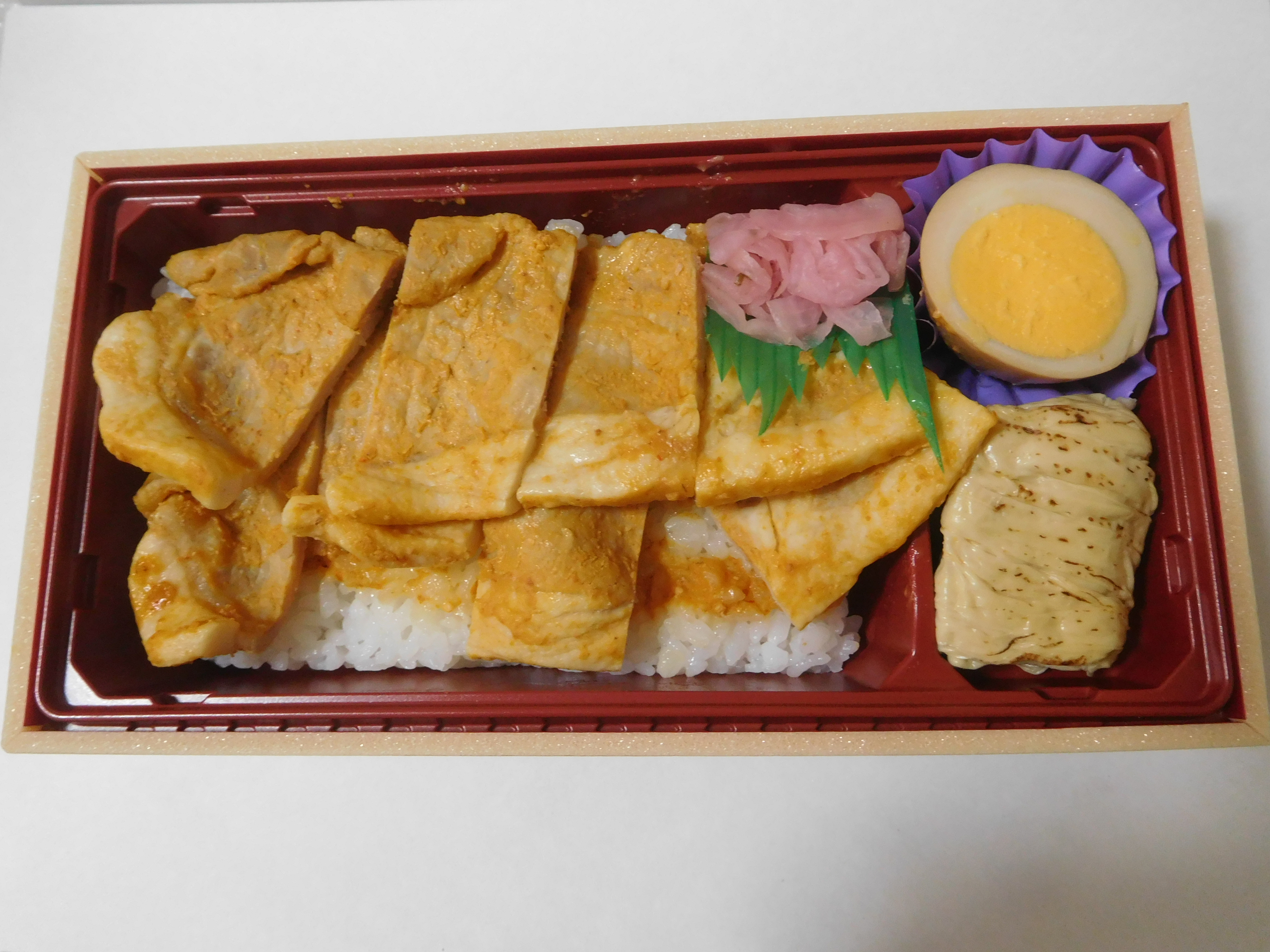
ローズポーク 豚べん

国鉄時代から、「太平館」・「芝田屋弁当部」・「鈴木屋」の3社で長年にわたり駅弁を製造販売していた。2000年以降、太平館・芝田屋弁当部が撤退、鈴木屋は「印籠弁当」などの目玉商品があったが、2010年に廃業した。その後、2011年に水戸市内で飲食店を運営する業者「しまだ」がNREと新たに駅弁を開発し「常陸之國美味紀行」・「牛べん」・「豚べん」・「磯べん」・「昔おにぎり」の5種を販売し、2013年10月には「印籠弁当」が復活した（大洗駅の駅弁屋「お弁当の万年屋」（こうじや）が販売）。この他にもNREの駅弁（東京駅・新宿駅・大宮駅・品川駅・千葉駅・八王子駅と同じ）も販売している他、ひたちなか市にある「大水」の「またべえ焼き鯖すし」も販売している。
主な駅弁は下記の通り。
- 印籠弁当
- 茨城の芋ごはん弁当

## 貨物駅
JR貨物の設備は旅客ホームから1kmほど西側の水戸市常磐町6234（千波湖付近）にあり、3面4線のコンテナホームがあった。荷役線は200メートルほどと短い。また、1線のホームは上屋付きの貨物ホームとなっていた。荷役線は、旅客ホーム付近から偕楽園駅東側へ伸びる引き上げ線より旅客ホーム方面に向かって分岐していた。
駅構内の貨車入換と駅業務は、福島臨海鉄道が受託していた。
2012年3月のダイヤ改正で定期貨物列車の停車が無くなり、水戸オフレールステーション（略称、水戸ORS）が開設された。2024年3月16日改正時点では、土浦駅との間で3往復のトラック便が運行されている
- 取り扱い貨物
  - コンテナ貨物 - 12 ftコンテナのみを取り扱う。
  - 産業廃棄物・特別管理産業廃棄物の取り扱い許可を得ている。

## 利用状況
- 水戸駅（大洗鹿島線の利用者を含む）の乗降客数は一日6万人[51]。
  - JR東日本 - 2023年度（令和5年度）の1日平均乗車人員は26,738人である[JR 1]。常磐線の交流電化区間では最多である。
  - 鹿島臨海鉄道 - 2020年度（令和2年度）の1日平均乗車人員は1,415人である。

2000年度（平成12年度）以降の推移は以下のとおりである。
| 1日平均乗車人員推移 | 1日平均乗車人員推移 | 1日平均乗車人員推移 |
| 年度                | JR東日本            | 鹿島臨海鉄道        |
| ------------------- | ------------------- | ------------------- |
| 2000年（平成12年）  | 30,421              |                     |
| 2001年（平成13年）  | 30,161              |                     |
| 2002年（平成14年）  | 29,561              | 2,583               |
| 2003年（平成15年）  | 28,936              | 2,418               |
| 2004年（平成16年）  | 29,034              | 2,330               |
| 2005年（平成17年）  | 29,216              | 2,369               |
| 2006年（平成18年）  | 28,859              | 2,321               |
| 2007年（平成19年）  | 28,513              | 2,284               |
| 2008年（平成20年）  | 28,284              | 2,261               |
| 2009年（平成21年）  | 27,896              | 2,185               |
| 2010年（平成22年）  | 27,109              | 2,134               |
| 2011年（平成23年）  | 26,699              | 1,718               |
| 2012年（平成24年）  | 28,041              | 1,926               |
| 2013年（平成25年）  | 29,040              | 2,004               |
| 2014年（平成26年）  | 28,782              | 1,977               |
| 2015年（平成27年）  | 29,767              | 2,037               |
| 2016年（平成28年）  | 30,034              | 2,082               |
| 2017年（平成29年）  | 30,148              | 2,060               |
| 2018年（平成30年）  | 29,889              | 2,064               |
| 2019年（令和元年）  | 29,172              | 1,977               |
| 2020年（令和02年）  | 22,175              | 1,415               |
| 2021年（令和03年）  | 22,843              |                     |
| 2022年（令和04年）  | 25,161              |                     |
| 2023年（令和05年）  | 26,738              |                     |

## 駅周辺

### 北口

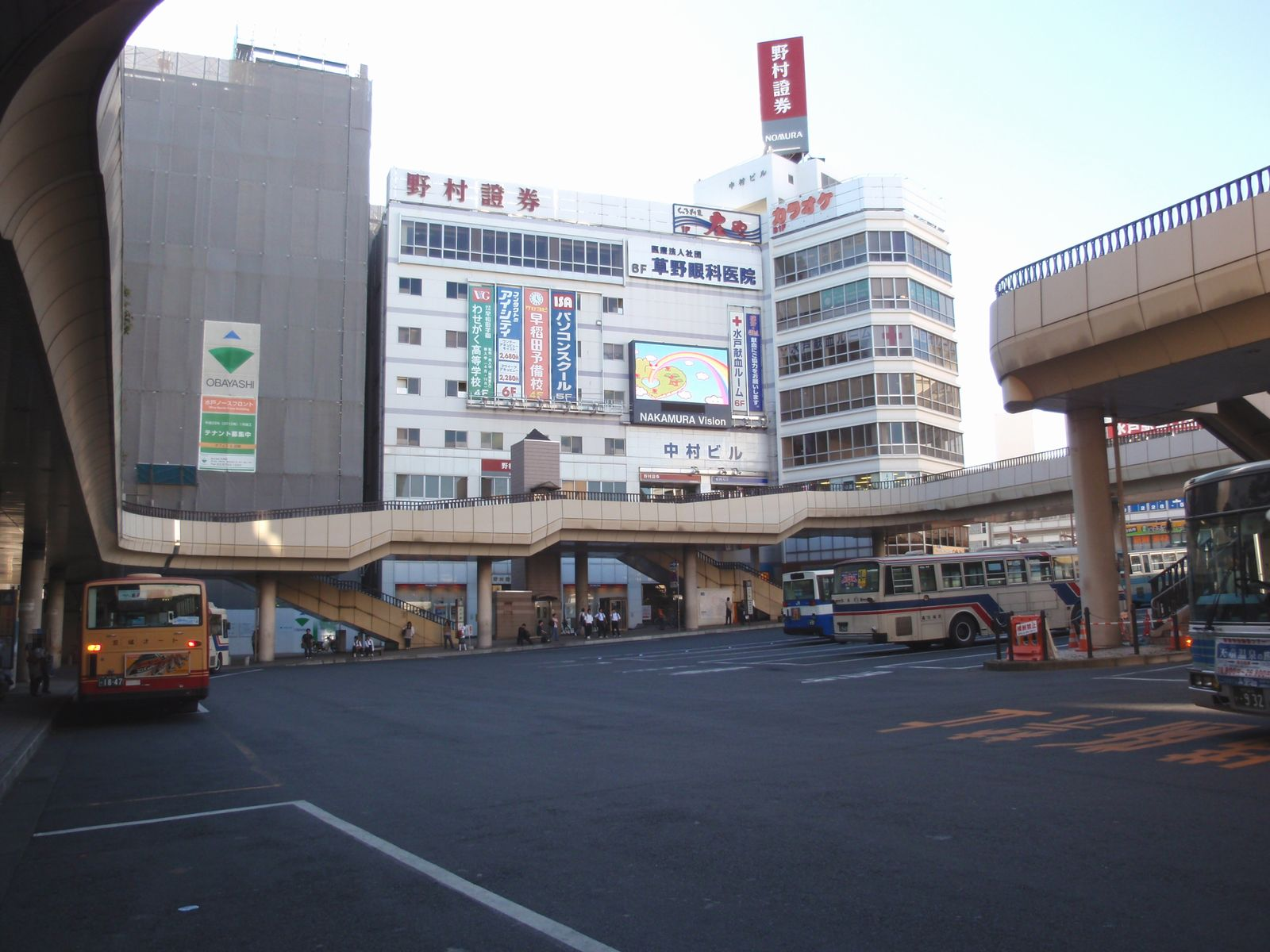
北口バスターミナル
（2009年9月）

史跡・名所
- 弘道館（茨城県弘道館公園）
- 水戸東照宮
- 義公（徳川光圀）生誕の地
- 水戸東武館
- 水戸彰考館跡
- 水戸城
- 水戸城二の丸展示館
- 水戸芸術館
- 水戸市水道低区配水塔
- 水戸市民会館

宿泊施設
- JR東日本ホテルメッツ水戸
- 三の丸ホテル
- ビジネスホテルかもした
- ホテル水戸シルバーイン
- みまつホテル
- 水戸京成ホテル

商業施設
- EXCEL
- MYM[新聞 12]、再開発ビル[新聞 12][新聞 13]）
- 京成百貨店[新聞 14][新聞 14]）- 泉町一丁目バス停前（徒歩17分）
- セイブ 城東店

公共施設・官公署
- 茨城県三の丸庁舎
- 茨城県立図書館
- 水戸地方裁判所（水戸家庭裁判所、簡易裁判所も併設）
- 水戸警察署
- 水戸地方検察庁（水戸区検察庁も併設）
- 水戸税務署
- 関東財務局水戸財務事務所
- 関東農政局茨城県拠点
- 水戸保護観察所
- 東日本旅客鉄道水戸支社

教育施設
- 茨城県立水戸第一高等学校・附属中学校
- 茨城県立水戸第二高等学校
- 茨城県立水戸第三高等学校
- 水戸市立三の丸小学校
- 茨城大学教育学部附属小学校

郵便局
- 水戸中央郵便局
  - ゆうちょ銀行 水戸店

### 南口
史跡・名所
- 茨城県近代美術館
- 千波湖（偕楽園公園）

宿泊施設
- ホテルテラス・ザ・ガーデン
- ダイワロイネットホテル水戸
- ホテルレイクビュー水戸
- プレジデントホテル水戸
- アパホテル水戸駅前
- コートホテル水戸
- スマイルホテル水戸
- 水戸プリンスホテル
- 東横イン水戸駅南口

商業施設
- エクセルみなみ （宮町[新聞 8]、南口駅ビル[新聞 8][新聞 7]）
  - ビックカメラ水戸駅店[新聞 8]
- COMBOX310[新聞 8]）
- 水戸サウスタワー[新聞 8]））
  - 水戸オーパ[52]）

公共施設・官公署
- 水戸市役所
- 茨城県立県民文化センター

教育施設
- 茨城県立水戸南高等学校
- 水城高等学校
- 明秀学園日立高等学校 通信制水戸キャンパス
- 茨城県立緑岡高等学校

郵便局
- 水戸市役所前郵便局

## バス路線
一般路線バスは茨城交通、関東鉄道の2社が乗り入れている。
2020年3月31日まではJRバス関東の一般路線バスも運行していた。
少し離れた中心街（泉町・大工町）方面へは頻発運転している。茨城大学前方面、常磐大学、赤塚駅方面、偕楽園方面、県庁方面も本数が多い。長距離路線では城里町、常陸大宮市、東海村方面、茨城町方面へ向かう路線もある。
北口に茨城交通と関東鉄道の窓口、南口にJRバス関東の窓口と待合所があり、路線バスの定期券・回数券・高速バスのツインチケットなどの販売や案内を行っている。

### 北口
| のりば | 運行事業者                                | 系統（路線）・行先 | 備考                                                                     |
| ------ | ----------------------------------------- | --- | ------------------------------------------------------------------------ |
| 3      | 茨城交通                                  | - 2・45・47：浜田営業所・若宮団地 - 3：浜田営業所 - 21：東中根団地 - 28：那珂湊駅・平磯中学校下 - 34：勝田駅・勝田営業所 - 35：東海駅 - 36：笠松運動公園 - 50：アクアワールド大洗・那珂湊駅 - 52：大串公園 - 53：常磐の杜 - 55：水戸中央病院・元石川団地・常磐の杜 - 枝川 - 勝田営業所 - 蓮乗寺 - 浜田営業所 - 日赤病院 - 水戸市公設市場（循環） |                                                                          |
| 3      | 関東鉄道                                  | - 県自動車学校 - 運転免許センター - けやき台団地 - 東部工業団地 - 吉沢車庫 |                                                                          |
| 4      | 茨城交通                                  | - 3：桜川西団地（桜川車庫） - 7：水高スクエア・赤塚駅 - 10：偕楽園 - 30：桜ノ牧高校・智学館中等教育学校 - 37：桜ノ牧高校・水戸医療センター - 38：市立競技場 - 市内循環：水戸駅 - (1)：友部駅 / 鯉渕営業所 / 赤塚駅南口・桜川車庫 / 桜川西団地 - 水戸市公設市場（循環）                                                                           | - 「38」は水戸ホーリーホック試合日のみ運行 - 「(1)」は茨城オートより移管 |
| 5      | 茨城交通                                  | - 1・81：赤塚駅 - 5・11：茨大前営業所 - 23：赤塚駅南口・河和田団地車庫 - 23E（特急）：赤塚駅南口 - 31：双葉台2丁目・双葉台5丁目 - 74：イオンモール水戸内原 - 双葉台2丁目 - 水戸協同病院 | 「23E」は常磐大学まで無停車                                              |
| 5      | 関東鉄道                                  | - 水都東線：赤塚駅南口 - 水戸協同病院 | 「水都東線」はJRバス関東より移管                                         |
| 6      | - 関東鉄道 - （旧関鉄グリーンバスを含む） | - 石岡・水戸線：石岡駅 - 茨城空港・水戸線：茨城空港 - 茨城町役場・水戸線：長岡・茨城町役場・奥ノ谷・奥ノ谷坂上 - 海老沢線・大和田線：鉾田駅 - 新道・奥ノ谷線：奥ノ谷 - 水戸 - 赤塚オメガライン：赤塚駅南口 - 県庁バスターミナル - 偕楽園 - 県自動車学校 - 市立競技場 - 植物公園 - 水戸医療センター                                               |                                                                          |
| 7      | 茨城交通                                  | - 2：渡里ゴルフセンター - 4：下江戸 - 8・12・12E（特急）・21・28・34・35・50・52・53：茨大前営業所 - 22：双葉台2丁目 - 24：赤塚駅 - 25・26：茨城女子短大・水戸農業高校 - 40：石塚車庫・常北高校 - 41：石塚車庫 - 45：野口車庫・御前山車庫・モビリティリゾートもてぎ - 47：水戸藤が丘ニュータウン - 61：大宮営業所                                | 「12E」は栄町一丁目まで無停車                                            |
| 8      | 茨城交通                                  | - 8：千波循環 |                                                                          |
| 8      | 関東鉄道                                  | - 県自動車学校 - 本郷・払沢循環 - 吉沢車庫 |                                                                          |
| 8      | 関東鉄道                                  | TMライナー：つくばセンター・筑波大学 | 平日は乗車専用、休日は降車専用                                           |
| 8      | - 茨城交通 - 関東鉄道 - JRバス関東        | みと号 | 赤塚ルートの降車のみ                                                     |
| 9      | - 茨城交通 - 関東鉄道 - JRバス関東        | みと号：東京駅日本橋口 | 赤塚ルートのみ                                                           |
| 9      | 関東鉄道                                  | TMライナー：つくばセンター・筑波大学中央 | 平日は降車専用、土日祝日は乗車専用                                       |

### 南口
| のりば | 運行事業者                         | 系統（路線）・行先                                                                        | 備考                                         |  |
| ------ | ---------------------------------- | ----------------------------------------------------------------------------------------- | -------------------------------------------- |  |
| 2      | 茨城交通                           | - 9：浜田営業所 - (2)：桜川車庫 - 浜田営業所                                              | 「(2)」は茨城オートより移管                  |  |
| 2      | 関東鉄道                           | - 吉沢車庫 - けやき台団地 - イオンタウン水戸南 - 県自動車学校 - 本郷・払沢循環 - 笠原循環 |                                              |  |
| 3      | 茨城交通                           | 県庁シャトルバス：県庁バスターミナル                                                      | 県庁まで無停車                               |  |
| 3      | 関東鉄道                           | - 県庁シャトルバス：県庁バスターミナル - 植物公園 - 水戸駅北口                            | 「県庁シャトルバス」は一部便は県庁まで無停車 |  |
| 4      | - 茨城交通 - 千葉交通 - 関東鉄道   | ローズライナー：成田空港                                                                  |                                              |  |
| 4      | 茨城交通                           | 羽田空港線：羽田空港                                                                      |                                              |  |
| 4      | 関東鉄道                           | TMライナー：つくばセンター・筑波大学中央                                                  |                                              |  |
| 4      | - 関東鉄道 - 近鉄バス              | よかっぺ号：USJ                                                                           |                                              |  |
| 4      | 関東鉄道                           | 水戸・石岡～TDR線：ディズニーリゾート                                                     |                                              |  |
| 5      | - 茨城交通 - 関東鉄道 - JRバス関東 | みと号：東京駅日本橋口                                                                    |                                              |  |

## 隣の駅
東日本旅客鉄道（JR東日本）
■常磐線（■水戸線直通含む）
- 特急「ひたち」「ときわ」停車駅

■普通
赤塚駅 - *（臨）偕楽園駅 - 水戸駅 - 勝田駅
*偕楽園駅は下り列車のみ停車可能
■水郡線
水戸駅 - 常陸青柳駅
鹿島臨海鉄道
■大洗鹿島線
水戸駅 - 東水戸駅

### 記事本文